# Puštík obecný
Puštík obecný (Strix aluco) je druh sovy z čeledi puštíkovitých, široce rozšířený v lesnaté krajině severní Afriky, Evropy a Asie východně po západní Sibiř. Jde o kompaktní, středně velkou sovu bez „oušek“, jejíž zbarvení se pohybuje na široké škále od rezavohnědé po šedavohnědou, s tmavým skvrněním a čárkováním po celém těle.
Puštík obecný je aktivní v noci, kdy loví typicky hlodavce, další malé savce a ptáky. Lokálně platí rovněž za významného predátora menších druhů sov, přičemž se sám může stát kořistí výra velkého či jestřába lesního. Jde o stálý a přísně teritoriální druh udržující trvalé páry, které svůj okrsek hájí celý rok a často v takřka stejných hranicích po celý život. Hnízdo umísťuje obvykle do dutiny stromu, kam klade 3–5 bílých vajec. Na péči o mláďata se podílejí oba rodiče, přičemž v případě potenciálního ohrožení potomstva jsou schopni na predátora i aktivně zaútočit.
Na většině areálu jde o jednu z nejběžnějších sov, která je díky svému nezřídkému výskytu v blízkosti lidských obydlí a pronikavému nočnímu houkání docela dobře známou. V minulosti se však sovy u řady národů příliš dobré pověsti netěšily a kvůli svému nočnímu způsobu života a záhadně znějícímu volání byly spojovány s čarodějnictvím, neštěstím či dokonce smrtí. Dnes je puštík obecný naopak na řadě míst podporován ochranou starých doupných stromů, sloužících jako vyhledávaná místa k hnízdění, spolu s vyvěšováním vhodných ptačích budek.

## Systematika
Druh prvně formálně popsal švédský přírodovědec Carl Linnaeus roku 1758 v 10. vydání díla Systema Naturae pod názvem Strix aluco. Rodové jméno druhu, Strix, je řeckým výrazem pro „sovu“, zatímco druhové jméno, aluco, pochází z italského allocco, původně odvozeného z latinského ulucus, označujícího „vřískající“, příp. „pištějící sovu“.
České pojmenování puštík je převzato z polského puszczyk, jež je původu onomatopoického a užívá se jako označení pro puštíka i jiné sovy. První užití tohoto pojmenování v českém jazyce lze patrně přisuzovat Preslovi, přičemž starší prameny, ale i řada materiálů ještě z 19. století o puštíkovi obecném referují jako o sově obecné.
Puštík obecný je jedním z více než 20 druhů rodu Strix. Nejbližším příbuzným puštíka obecného je puštík bělavý (S. uralensis), který se společně s ním evolučně oddělil od dnes vyhynulého druhu S. intermedia patrně na konci pleistocénu. Nejstarší fosilní pozůstatky druhu S. aluco lze datovat do holocénu před 0,01 až 0,8 miliony let.

### Poddruhy
Konečné rozlišení poddruhů je vzhledem ke značné polymorfii druhu jen obtížné a taxonomický status některých poddruhů je označován za nejistý. IOC World Bird List uvádí celkem 7 poddruhů:
- S. a. aluco Linnaeus, 1758 – vyskytuje se v severní, střední a jihovýchodní Evropě přes Ukrajinu až po evropskou část Ruska;
- S. a. biddulphi (Scully, 1881) – Pákistán, severozápadní Indie;
- S. a. harmsi (Zarudny, 1911) – Kazachstán, Uzbekistán, Kyrgyzstán;
- S. a. sanctinicolai (Zarudny, 1905) – severovýchodní Irák, západní Írán;
- S. a. siberiae Dementiev, 1934 – pohoří Ural po západní Sibiř;
- S. a. sylvatica Shaw, 1809 – západní a jižní Evropa, západní Turecko;
- S. a. willkonskii (Menzbier, 1896) – severovýchodní Turecko a severozápadní Írán po Turkmenistán.

Zeměpisná variabilita je výrazná, většinou klinální; v evropské části areálu vzrůstá délka křídla od západu k východu a od jihu k severu. Rovněž intenzita zbarvení je menší a jeho odstíny bledší směrem od západu na východ, ačkoliv do uvedeného fenoménu různě promlouvá silná individuální variabilita ptáků v základním zbarvení. Popisovány jsou přitom tradičně dva základní barevné typy – šedavohnědý a rezavohnědý. Tyto typy bývají někdy označovány za barevné morfy, ale ve skutečnosti jde pouze o krajní varianty souvislé barevné řady. I individuální variabilita se však v rámci celého areálu liší, přičemž od západu na východ její intenzita značně klesá a u některých (východních) poddruhů už prakticky neexistuje.

## Popis

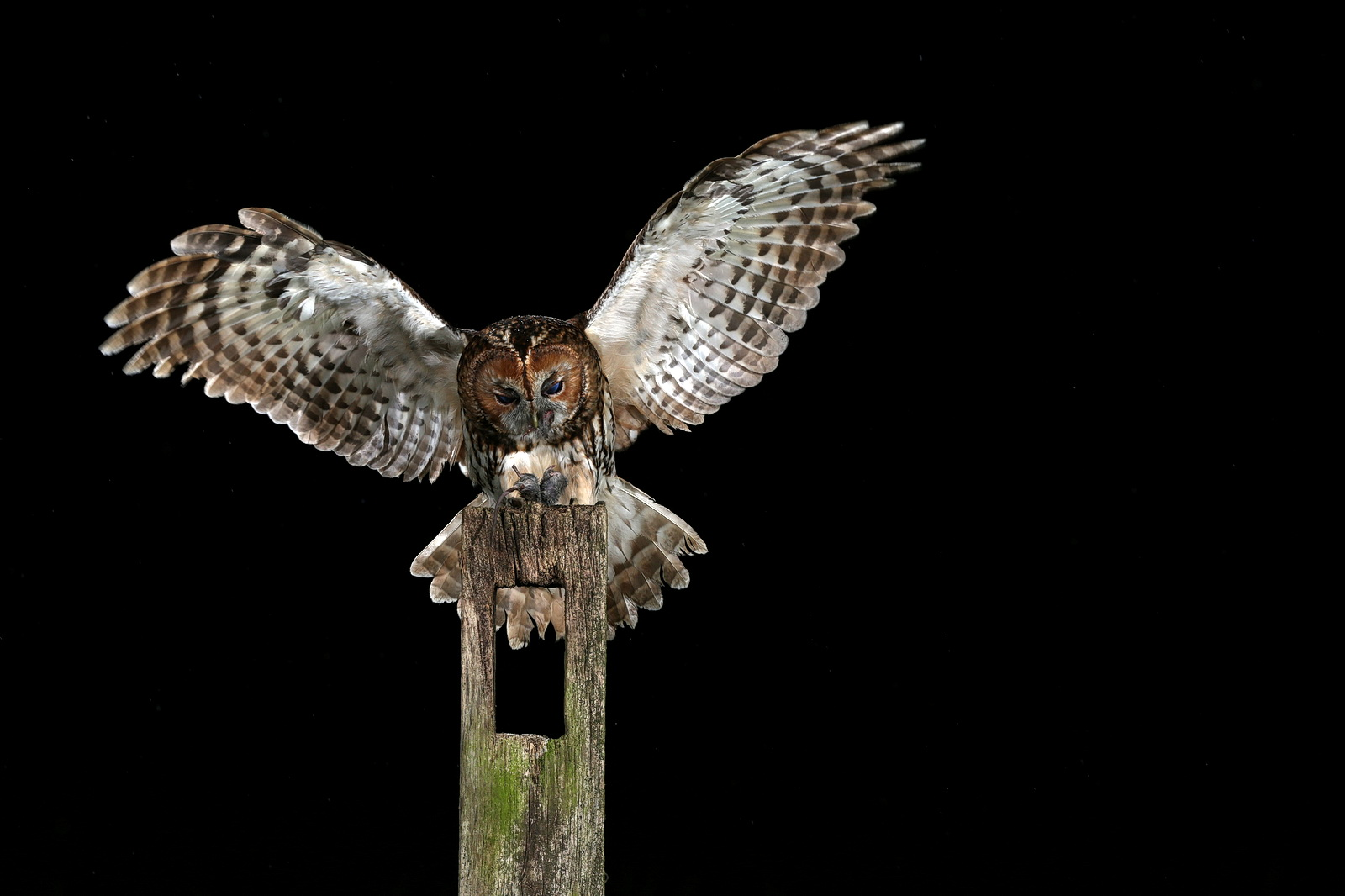
Puštík obecný v letu

Středně velká kompaktní sova jen o něco málo menší než kalous ušatý (délka těla 37–43 cm, rozpětí křídel 81–96 cm), s širokými zakulacenými křídly a mohutnou kulatou hlavou bez „oušek“. Hmotnost samce se pohybuje v rozmezí 425–490 g, samice mezi 475–630 g.
Opeření je zbarveno značně variabilně, ale vesměs nenápadně na škále od rezavohnědé po šedavohnědou, se skvrněním a jemným tmavým čárkováním a vlnkováním po celém těle. Na hlavě je typický závoj zvýrazněný bílým „nadobočím“ v přední části temene, které puštíkovi propůjčuje jakoby „laskavý“ výraz. Pera lopatek jsou lemována bílými skvrnami připomínajícími kšandy; naopak na vnitřních ručních letkách výrazná bílá skvrna chybí (na rozdíl od kalouse ušatého a pustovky). Ocas je krátký, jemně a nevýrazně proužkovaný, zobák žlutavě hnědý nebo nazelenalý, u kořene rohově šedý, nohy a prsty bíle opeřené s tmavohnědými skvrnkami a šedočernými drápy, duhovka černá. Obě pohlaví se zbarvením neliší. Mláďata v prvém prachovém šatu jsou bílá s okrovým nádechem a ve druhém s tmavošedým příčným skvrněním.
Pelichání mláďat (částečné) i dospělých ptáků (úplné) probíhá v červnu až říjnu.

### Záměna
Ve středoevropských podmínkách hrozí záměna zejména s větším a o poznání vzácnějším puštíkem bělavým, který má delší ocas a světlejší opeření, a podobně velkým kalousem ušatým, jenž se liší nápadnými „oušky“ z prodloužených per (nejsou-li zrovna složena, např. v letu) a oranžovým zbarvením duhovky.

## Rozšíření a stanoviště

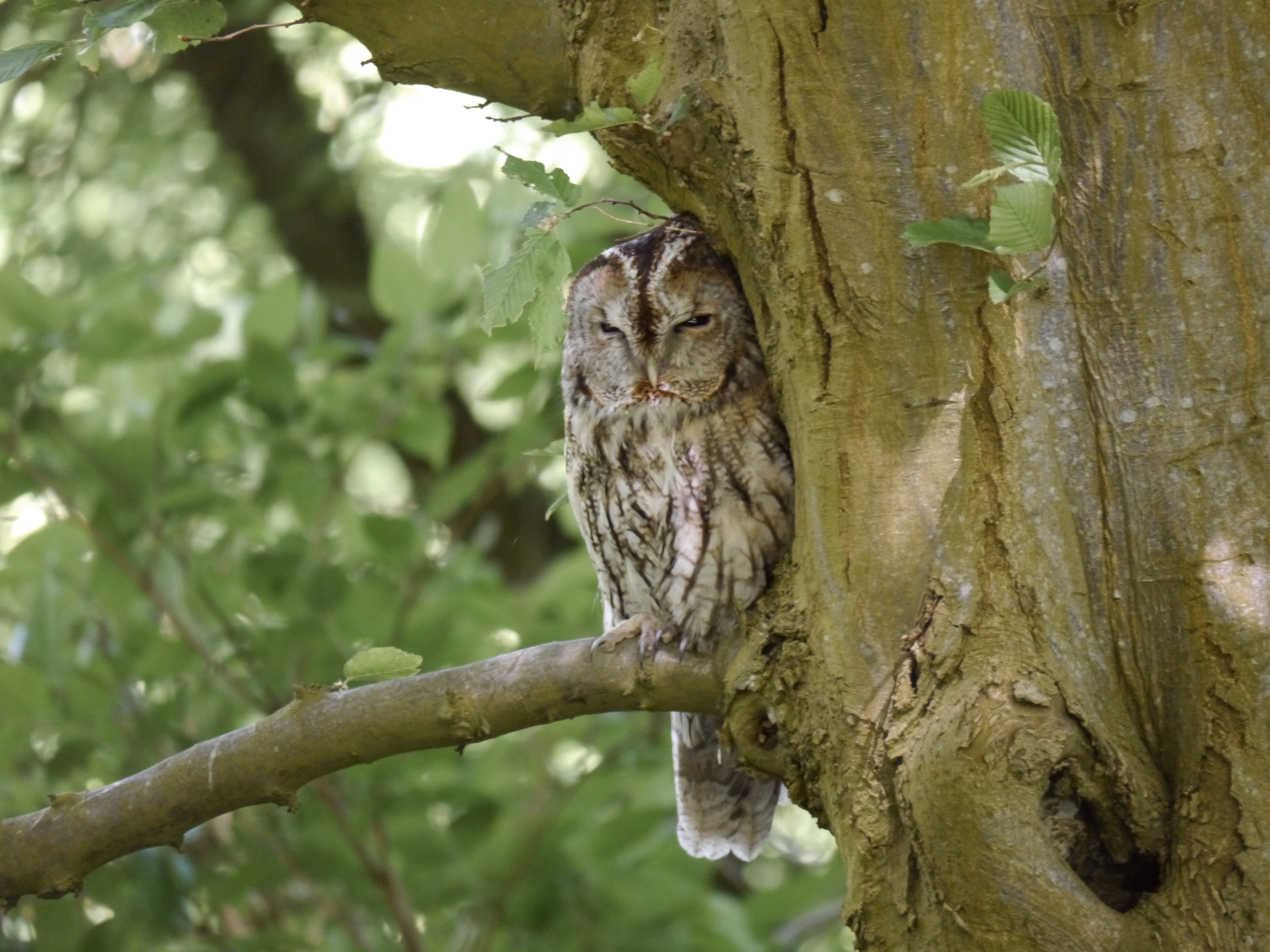
Puštík obecný odpočívající ve dne na větvi stromu, Flensburg (Německo)

Žije ve většině Evropy s výjimkou severních oblastí a některých ostrovů (Irska, Korsiky, Kréty, Rhodosu, Kypru), v severozápadní části Afriky (Maroko, Alžírsko, Tunisko) a v některých oblastech Asie, kde je areál rozšíření nesouvislý. Západní část souvislého asijského areálu východně končí na západní Sibiři, v Íránu a Iráku, a další, východní část, začíná až ve středoasijských postsovětských republikách, odkud na východ pokračuje po Pákistán a Kašmír. Náleží mezi stálé druhy.
K životu vyhledává hlavně polootevřené listnaté a smíšené lesy s mýtinami, dále okraje jehličnatých lesů, lužní lesy a zalesněné plochy či aleje stromů v otevřené zemědělské krajině, od nížin až do 3800 m n. m. v Himálaji. Za ideální stanoviště lze označit mozaikovitou krajinu s podílem lesa mezi 40 až 80 %, proloženou mýtinami, okraji lesů a přilehlou zemědělskou půdou. Nachází-li se v něm dostatek potravních a hnízdních příležitostí, nevyhýbá se ani urbánnímu prostředí parků, hřbitovů a zahrad.

### Výskyt v Česku
Na většině území Česka je puštík obecný nejpočetnější sovou, která se vyskytuje od nížin po hory. Ačkoliv pravidelně vystupuje do 800–900 m n. m. (v Krkonoších je hnízdění známo do 820 m a v Krušných horách ještě ve výšce 900 m n. m.), směrem do vyšších poloh její četnost ubývá.

## Biologie

### Vokalizace
Puštík je hlasitý pták. Nejčastějším hlasovým projevem je pronikavé a opakované „kivik“ se zdůrazněnou poslední slabikou, jehož prudší varianta slouží také jako varování. V toku houká, přičemž jeho volání je jakoby naříkavé a připomíná zvuk okaríny. První tón houkání je táhlý a klesající, následovaný asi čtyřsekundovou pomlkou přerušenou úsečným tónem rychle následovaným svižnou řadou chvějivých tónů zakončených tónem táhlým a klesajícím jako ten první („húúúúú… hu, hu´hu´huhúúúúuu“). Obvykle samice a vzácně i samci se ozývají též chraptivou a naříkavější variantou uvedeného houkání. Při toku lze od obou partnerů zaslechnout hluboké, xylofonově chvějivé tremolo „u´u´u´u´u´u´u´u´u´u´u´u´u…“, slyšitelné jen na vzdálenost několika desítek metrů. Mláďata žadoní pisklavým „psí–ip“.

### Rozmnožování
Puštík obecný pohlavně dospívá ještě v prvním roce života, přičemž u samic je potvrzeno hnízdění již ve stáří 10 měsíců. Nepodaří-li se však mladému ptákovi po opuštění okrsku rodičů úspěšně najít vlastní teritorium, může k prvnímu zahnízdění dojít až ve stáří 3–4 let. Hnízdí monogamně ve stálých párech udržovaných po celý život. Pár celoročně obhajuje stejné teritorium, jehož rozloha a hranice zůstávají v čase stabilní, a i v průběhu několika let se obvykle proměňuje jen nepatrně. Data od kroužkovaných ptáků z Velké Británie dokazují, že puštíci v rámci celého života absolvují přesuny dosahující v průměru pouhé 4 km, přičemž se ve většině případů jedná právě o jednorázové disperze v mladém věku po opuštění okrsku rodičů při snaze najít vlastní teritorium. Velikost okrsku závisí na podmínkách konkrétního prostředí a obecně bývá menší v hustších lesích – v podmínkách střední a západní Evropy v optimálním prostředí dosahuje 25–30(–50) ha.
Hnízdo je nejčastěji ve stromové dutině, někdy i na hnízdě jiných ptáků (dravců, strak) či veverek, výjimečně také v budově, na zemi nebo mezi kořeny stromů. Umístěno může být ve výšce až 25 metrů, ale častěji do 12 metrů nad zemí (zvláště v případě stromových dutin). Ochotně obsazuje velké ptačí budky, a to zvláště v místech s nedostatkem přírodních stromových dutin (v jehličnatých monokulturách, městských parcích apod.). Upřednostňuje budky s půdorysem asi 30 x 40 cm, výškou cca 40 cm a vletovým otvorem v horní části o šířce zhruba 15 cm. Podobně jako naprostá většina ostatních sov ani puštík obecný vlastní hnízdo nestaví a vejce klade přímo na podklad.
Námluvy mohou ve středoevropských podmínkách za mírných zim začínat již od prosince, ale obvykle se tak děje až přibližně od půli února. Součástí toku je předvádění potenciálních hnízd, kdy samec nejprve u vchodu do hnízda hlasitě houká, aby následně zalétl dovnitř a představil ho samici, která z předváděných lokací vybere konečné místo k hnízdění. Hnízdí jednou do roka, při ztrátě ve fázi vajec a někdy i mladších mláďat klade snůšku náhradní. Samice snáší obvykle během první poloviny března ve tří– až čtyřdenních intervalech 3–5 (2–9) bílých, jemně hnědě skvrnitých vajec o průměrných rozměrech 47,6 × 39,2 mm a hmotnosti cca 40 g. Inkubace začíná po snesení prvního vejce a trvá 28–30 dní, přičemž je zajišťována výhradně samicí, které samec přináší potravu. Hnízdo samice sporadicky opouští i několik prvních týdnů po vylíhnutí mláďat – až přibližně po 2–3 týdnech se připojuje k samci a potravu pro mláďata od té doby zajišťují oba rodiče. Nestává se však, že by hnízdo zůstávalo dlouhodoběji bez dozoru; téměř vždy se v jeho blízkosti zdržuje jeden z rodičů (častěji samice).
Mláďata v době vylíhnutí váží pouhých 28 g a prvních 10–15 dní jsou intenzivně zahřívána samicí, která je také krmí naporcovanou potravou zajišťovanou samcem a požírá jejich trus a vývržky. Oči se jim plně otevírají zhruba po 12 dnech a od 4. týdne již přinášenou kořist požírají sama bez asistence samice. Od 21. až 25. dne věku začínají trávit čím dál více času u vletového otvoru do dutiny a o 3–4 dny později hnízdo opouští, přičemž několik dalších dnů ještě tráví v jeho blízkosti. Mladí ptáci jsou v době opouštění hnízda ještě nevzletní a proto často nejprve přistávají na zemi, odkud se snaží vyšplhat do keřů a dostat se do vyšších pater stromů, kde budou více v bezpečí (mladé puštíky nalezené v této fázi na zemi nebo ve vegetaci nízko nad ní proto není většinou potřeba zachraňovat, jelikož nejde o opuštěné ptáky vypadlé z hnízda). Vzletnosti dosahují po 32–37 dnech, tedy přibližně týden po opuštění hnízda, a ve stáří 2–3 měsíců jsou rodiči z domovského okrsku vyhnáni.
Puštík obecný je podobně jako další zástupci rodu Strix známý urputností, s níž svou snůšku a později mláďata brání. V první fázi hnízdění hnízdo aktivně brání samec, ale po vylíhnutí mláďat jsou častější útoky ze strany samice, která v tomto období bez váhání za letu s použitím drápů a zobáku napadne i větší šelmu nebo člověka pohybujícího se v okolí hnízda, přičemž své útoky směřuje vesměs zezadu na hlavu, ramena nebo do zad. Tímto způsobem dokáže zahnat na ústup značně větší a silnější vetřelce, než je sama. Neopatrného člověka přibližujícího se příliš blízko k hnízdu či nahlížejícího dovnitř může dokonce připravit o oko, jako se to přihodilo známému britskému fotografovi ptactva Ericovi Hoskingovi při vniknutí do blízkosti hnízdících puštíků.
Hnízdní úspěšnost bývá poměrně vysoká. Nejčastějšími příčinami ztrát na hnízdech jsou nedostatek potravy nebo predace. Z 256 snesených vajec v Belgii se mláďata nevylíhla v 24 % případů, za čímž stála v 10 % neoplozená vejce, v 51 % vejce s uhynulým plodem a ve zbylých 39 % opuštění nebo zničení celé snůšky ze strany samice kvůli nedostatku potravy. Ze 195 vylíhlých mláďat dosáhlo opeření 94 % z nich a 6 % zahynulo na hnízdě, patrně z důvodu vyhladovění. U 53 mláďat trasovaných pomocí telemetrie se fáze disperze nedožilo 61 % z nich, přičemž úmrtnost dosahovala nejvyšších hodnot během prvních 10 dnů po opuštění hnízda a byla zapříčiněna vyhladověním nebo predací. Úmrtnost v prvním roce života dosahuje v průměru 49,4 % a ve druhém a třetím roce 24,5 %. Ve volné přírodě je nejvyšší věk 18–19 let, v zajetí se mohou ptáci dožít až 27 let a možná i více.

### Potrava
Spektrum potravy je široké, přičemž puštík obecný v tomto ohledu patří k nejoportunističtějším sovám Evropy. Kořistí se ve většině případů stávají malí až středně velcí savci a ptáci do velikosti mladého králíka a sojky, méně obojživelníci, žížaly, hmyzožravci, brouci, další hmyz, plazi a ryby. Potravinové studie provedené v různých částech areálu rozšíření a v různých prostředích většinou uvádí dominantní zastoupení malých savců, hlavně hlodavců (hrabošů a myšic), přičemž zastoupení ptáků (podobně jako dalších skupin živočichů) je v potravě častější v podmínkách se zhoršenou dostupností hlavní kořisti, tj. primárně ve městech a/nebo v letech s nízkými stavy hlodavců. Patrná je v potravě také sezónní proměnlivost, kdy zastoupení malých hlodavců často klesá na jaře a v létě ve prospěch obecně dostupnějších ptáků, větších savců, nebo obou těchto skupin. Hmyz (zvláště brouci) pak bývá v potravě nejvíce zastoupen během léta a obojživelníci zase na jaře a na podzim. Lokálně může platit za významného predátora menších druhů sov (sýce rousného, sýčka obecného, kulíška nejmenšího), a to zvláště na místech s vysokou hnízdní hustotou puštíka.

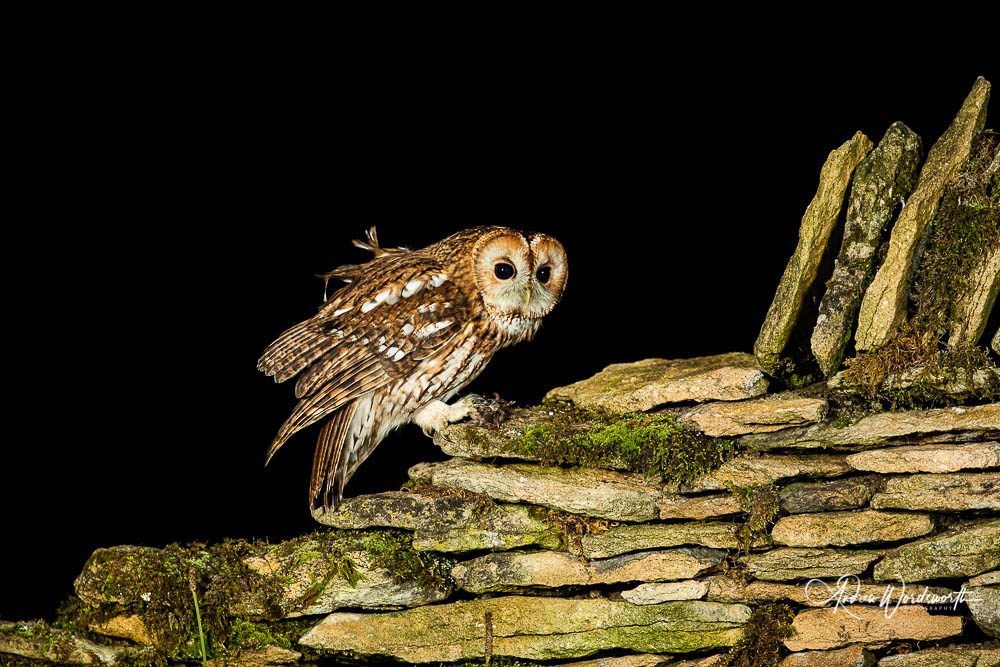
Puštík obecný s uloveným hlodavcem v pařátech

Z 68 070 kusů kořisti identifikovaných ve vývržcích na Slovensku představovali 68,67 % savci, 7,48 % ptáci, 14,68 % bezobratlí a 9,18 % plazi, obojživelníci a ryby. Z jednotlivých druhů byli nejpočetněji zastoupeni myšice lesní (23,82 %), norník rudý (9,93 %) a hraboš polní (9,14 %). Uvedené tři druhy hlodavců byly nejčastěji identifikovány i mezi celkem 17 433 kusy kořisti nalezenými ve vývržcích v Česku, přičemž zastoupení myšice lesní dosahovalo 33,47 %, hraboše polního 15,9 % a norníka rudého 11,21 %. Naopak u populací žijících v městských parcích a na hřbitovech v Berlíně byli jako dominantní složka potravy prokázáni ptáci s podílem 70,7 % (nejvíce vrabec domácí a zvonek zelený), kteří byli následováni savci a žábami, dosahujícími celkového zastoupení ve výši 29,3 %.
Puštík obecný loví typicky v noci s vrcholem aktivity od setmění do 22. hodiny, ale v období krmení mláďat může být aktivní i přes den. Na kořist číhá vsedě z vyvýšeného posedu a zmocňuje se jí po rychlém výpadu do napřažených pařátů, přičemž se zdá, že většinu potravy alokuje pomocí sluchu. Na místech s otevřeným terénem kořist běžně vyhledává také za pomalého letu přerušovaného pravidelnými rázy křídel ve výšce 2–3 m mezi keři nad mokřinami a travinami. Z pozorování dvou puštíků trasovaných pomocí radiometrie v jižním Švédsku po dobu 54 a 33 h vyplynulo, že první pták trávil 27 % aktivního času v klidu vsedě, 40 % lovem z vyvýšeného posedu a 34 % při vyhledávání kořisti za letu, zatímco u druhého ptáka jednotlivé aktivity (ve shodném pořadí) dosáhly podílů 49 %, 9 % a 42 %. Ptáků se zmocňuje hlavně na jejich hřadovištích. Někdy také vybírá mladé a dospělé ptáky z hnízd včetně těch ve stromových dutinách a dobře zdokumentovány jsou též případy lovu ptáků a netopýrů v letu. Hmyz chytá za letu nebo sbírá z povrchu.
Kořist požírá většinou na vyvýšeném místě, přičemž menší kořist často polyká vcelku a hlodavcům dle pozorování v zajetí často nejprve trhá a požírá hlavu. Ptákům před pozřením až na výjimky škube peří a např. u žab se před pozřením pravidelně zbavuje nohou, jinak však nestravitelné části včetně kostí a srsti neodstraňuje a podobně jako ostatní sovy se jich jednou za čas zbavuje formou vývržků, které jsou u puštíka obecného po vyschnutí většinou šedě zbarvené o rozměrech 30–65 × 18–24 mm. Průměrná denní spotřeba potravy dospělého ptáka představuje 72,7 g (58,6 g v létě a 106,5 g v zimě), což u jedince požírajícího výhradně malé hlodavce odpovídá v průměru 2 až 3 kusům této kořisti za den.

## Ohrožení a početnost
Mezinárodní svaz ochrany přírody (IUCN) hodnotí puštíka obecného jako málo dotčený druh. Velikost evropské populace byla v polovině 90. let odhadnuta na 400–800 tisíc párů s tím, že přibližně 50 % populace bylo soustředěno na území Ruska, Německa, Francie, Polska a Itálie. Odhad z roku 2015 uvádí početnost v Evropě ve výši 535–939 tisíc párů a její trend označuje jako neznámý.
V Evropě patří mezi hlavní predátory puštíka obecného větší druhy sov, jako je výr velký a puštík bělavý, společně s jestřábem lesním (menší příbuzný jestřába, krahujec obecný, byl naopak zdokumentován jako příležitostná kořist puštíka). Za ztrátami na hnízdech a na ještě nevzletných mláďatech často stojí také kuna lesní, liška obecná a krkavcovití ptáci (zvláště zástupci rodu Corvus). Mezi další hrozby, které mohou lokálně negativně ovlivňovat početnost puštíka obecného, patří pesticidy, srážky s automobily a úrazy na drátech elektrického vedení. Z pohledu srážek s automobily patrně není ohrožení tak intenzivní jako u některých jiných druhů sov. Dokazují to např. data z Itálie, kde z celkem 800 nalezených sov sražených na silnici představovali puštíci obecní pouze 4,5 % exemplářů, zatímco sýčků obecných bylo rovnou 41 %, sov pálených 39 % a kalousů ušatých 13,5 %.

## Vztah k lidem

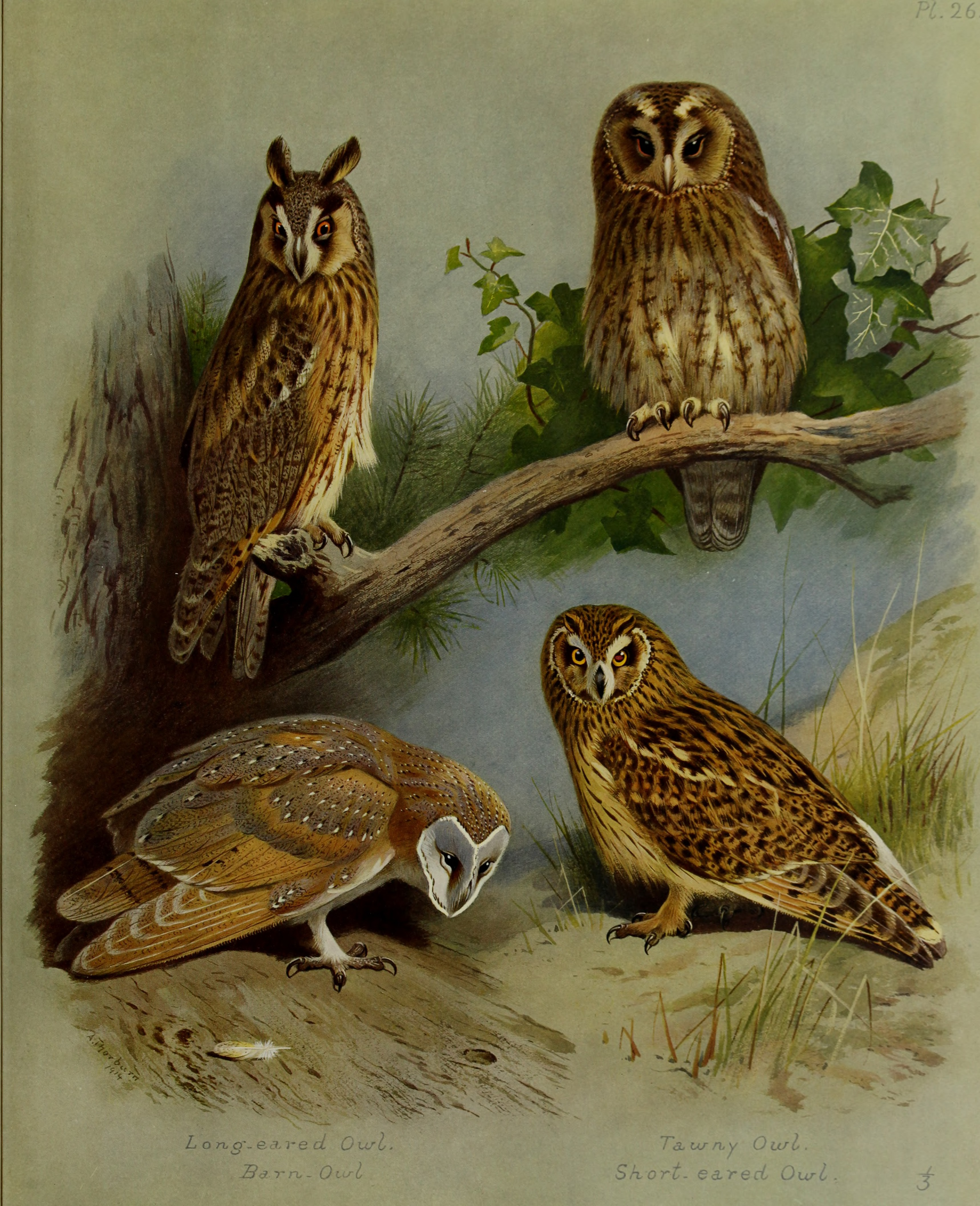
Ilustrace vybraných druhů sov od Archibalda Thorburna (1915): nahoře zleva kalous ušatý a puštík obecný, dole sova pálená a kalous pustovka

Puštík obecný se spolu s dalšími sovami v minulosti u slovanských národů netěšil příliš lichotivé pověsti; sovy byly pověrčivým lidem snad i pro svoji noční aktivitu a tajemně znějící houkání považovány za symbol neštěstí či smrti a spojovány s čarodějnictvím, o čemž píše také Košťál (1895):
Sova obecná přispívá houkáním svým k různým báchorkám; chechtavým hlasem vysmívá se prý pozdnímu chodci. Posadí-li se na hřeben střechy, zvěstuje, že stavení to brzy lehne popelem; slétnou-li se sovy na dům a žalostně kvílí, ohlašují zhoubný požár. Sova obecná je v neblahé paměti téměř u všech kmenů slovanských. Doprovází čarodějnice do čar; v národních pohádkách proměňují se macechy a zlé dcery jejich – v sovy.
Ptactvo v názorech, pověrách a zvycích lidu českého, str. 21
Dnes je puštík obecný naopak na řadě míst podporován ochranou starých doupných stromů, sloužících jako preferovaná hnízdiště, spolu s vyvěšováním vhodných ptačích budek, umisťovaných v příhodném prostředí ve vzdálenosti nejméně 1–2 km od sebe.

### Chov v zajetí
Puštíka obecného chovají v ČR některé zoologické zahrady, jako například Zoo Tábor, Zoo Plzeň, Zoopark Vyškov, Zoo Brno či Zoo Děčín. Na Slovensku je chován a rozmnožován v Zoo Bojnice.